# フアナ・マヌエル・デ・カスティーリャ
フアナ・マヌエル・デ・カスティーリャ（Juana Manuel de Castilla, 1339年 - 1381年3月27日）は、カスティーリャ王エンリケ2世の王妃。フアナ・マヌエル・デ・ビリェーナ（Juana Manuel de Villena）とも。父はフェルナンド3世の孫ペニャフィエル公フアン・マヌエル、母はその3番目の妻でアルフォンソ10世の曾孫（フェルナンド・デ・ラ・セルダの孫）であるブランカ・ヌニェス・デ・ララ。異母姉にポルトガル王ペドロ1世の妃となったコンスタンサ・マヌエルがいる。
1350年にカスティーリャ王ペドロ1世の庶兄であるエンリケ・デ・トラスタマラと結婚した。第一次カスティーリャ継承戦争の末にエンリケがペドロ1世に代わって王位についたことで、フアナ・マヌエルも王妃となった。
2人の間には1男2女が生まれた。
- フアン1世（1358年 - 1390年）
- レオノール（1350年? - 1416年） - ナバラ王カルロス3世の王妃
- フアナ